# Stadtmuseum Landeshauptstadt Düsseldorf

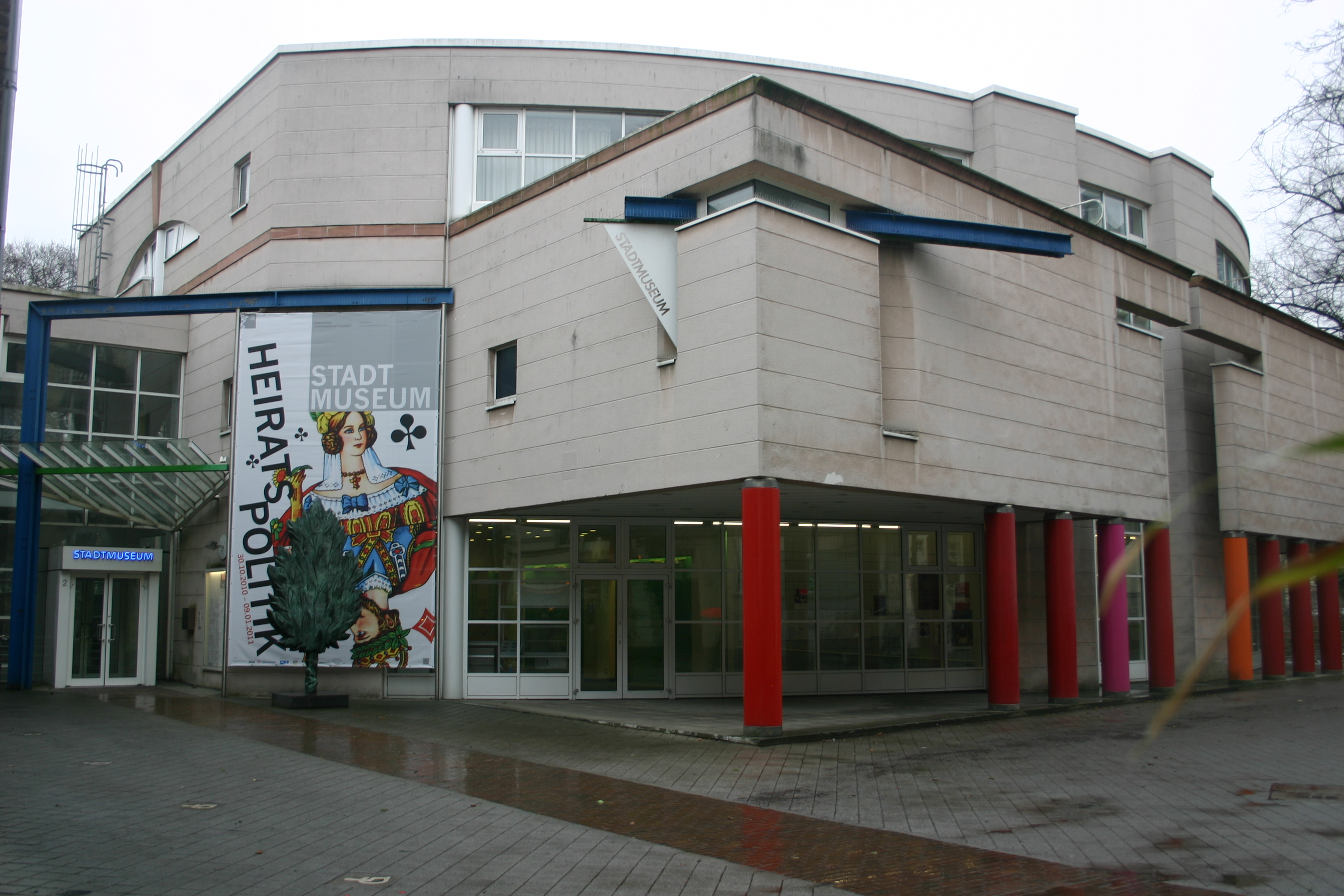
Eingangsbereich des Stadtmuseums (2011)

Das Stadtmuseum Düsseldorf (ISIL: DE-MUS-038619) ist ein stadtgeschichtlich und stadttheoretisch orientiertes Museum in der nordrhein-westfälischen Landeshauptstadt Düsseldorf. Es ist untergebracht im Palais Spee in der Carlstadt am südlichen Rand des historischen Stadtkerns.

## Geschichte

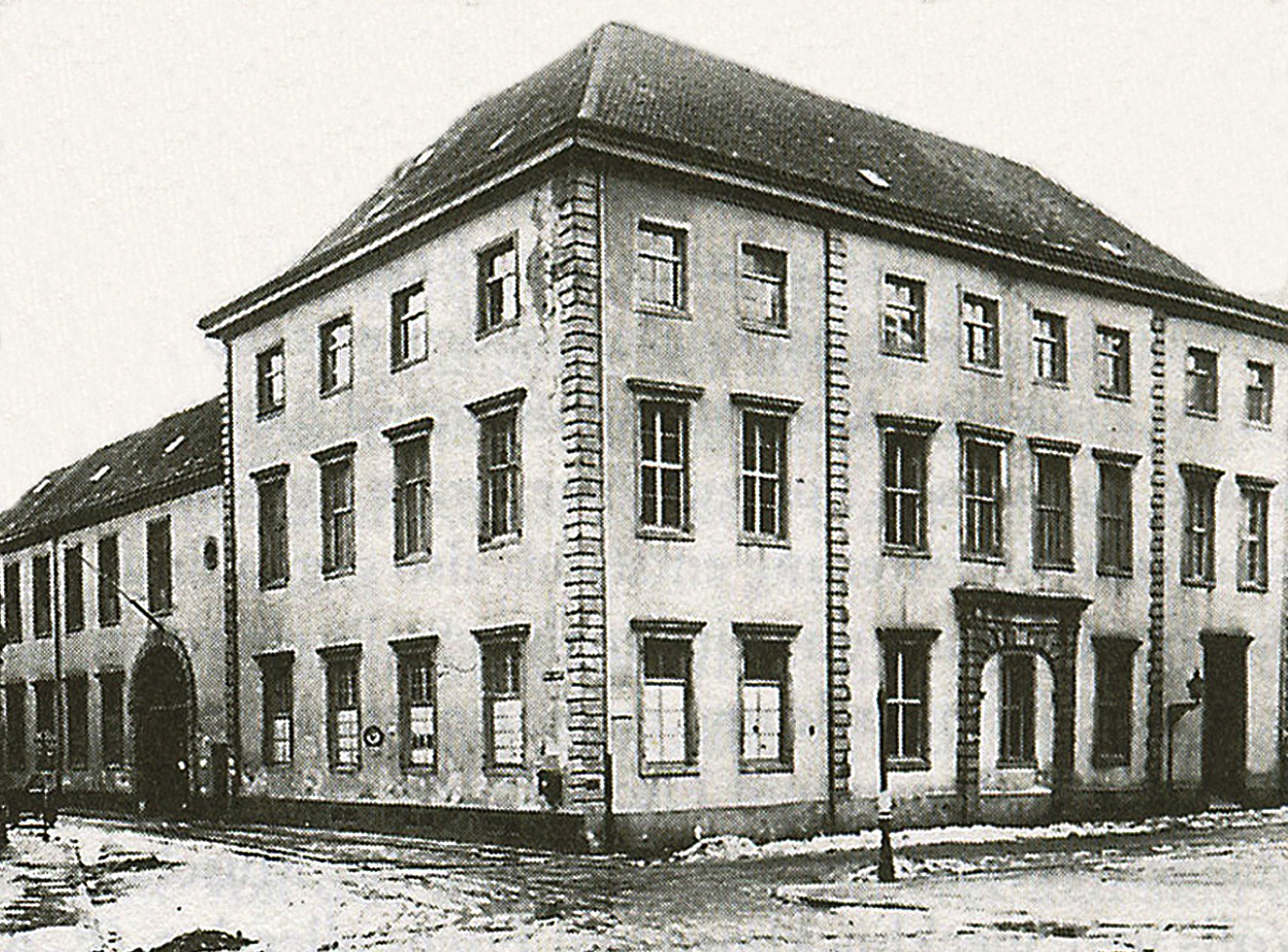
Palais Hondheim

1874 als Historisches Museum durch die Stadtverordnetenversammlung gegründet, wurde dieses im Hondheimschen Palais an der Akademiestraße (heute Hafenstraße) untergebracht. Der Anstoß zur Museumsgründung war die Schenkung an Ölgemälden aus dem Nachlass des Grafen von Stutterheim im Oktober 1873.

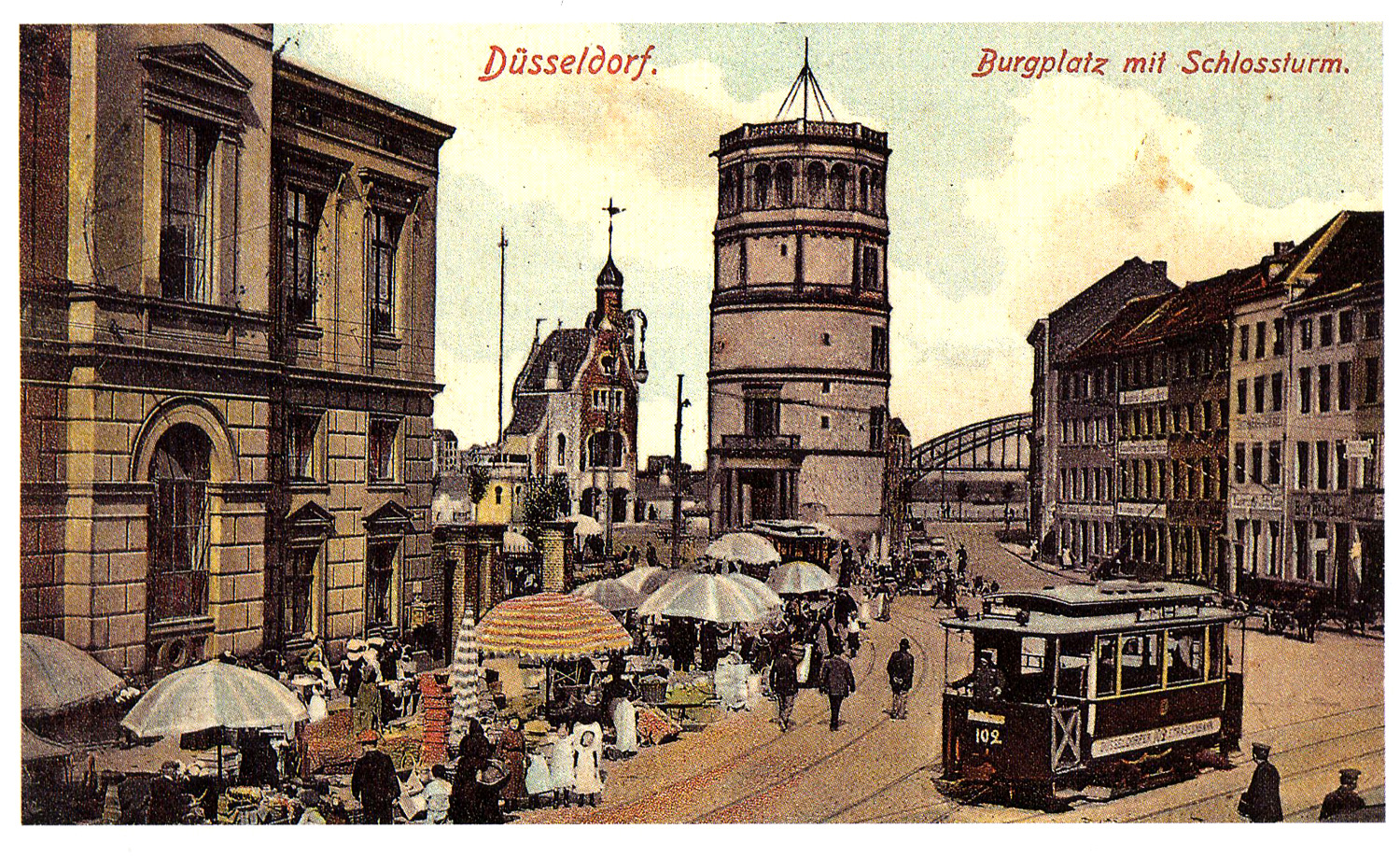
Burgplatz mit Schlossturm und Galeriegebäude (links), 1908

In der Zeit von 1879 bis 1902 nahm Prinz Georg von Preußen, Protektor des Historischen Museums, Einfluss auf Standort, Sammlung und Präsentation. Durch seine Schenkungen und sein Vermächtnis konnten die Sammlungsgebiete erweitert und eine Porträtsammlung ausgebaut werden. Und das Historische Museum zog Ende November 1879 in das Galeriegebäude des Schlosses am Burgplatz. Von 1884 bis 1893 war Ludwig Heitland Kustos.
1897 erfolgte der Umzug in das ehemalige Lagerhaus der so genannten Reuterkaserne.
Von 1906 bis 1912 leitete Rudolf Weynand nebenamtlich das Historische Museum der Stadt Düsseldorf. Von 1913 bis 1926 wurde Karl Koetschau, Direktor der Städtischen Kunstsammlung Düsseldorf, dem heutigen Museum Kunstpalast, in Personalunion gleichzeitig Direktor des Hetjens-Museums und des Historischen Museums. Ab 1914 wurde eine „Kriegssammlung“ aufgebaut.

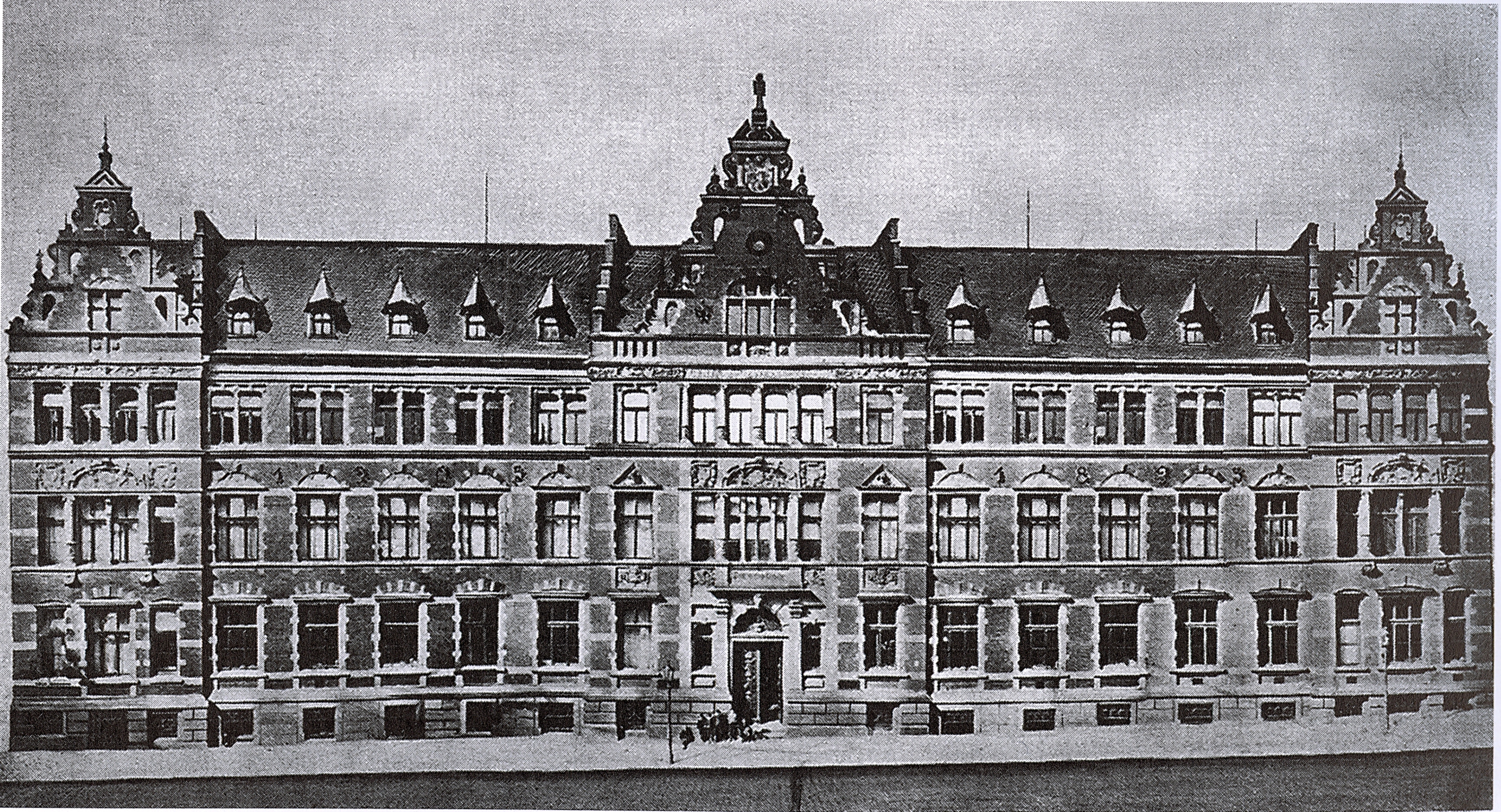
Kunstgewerbemuseum, Foto um 1910

Von 1926/27 bis 1935 war Paul Wentzcke, seit 1912 Direktor des Stadtarchivs, auch Leiter des Historischen Museums, und die Personalunion mit den Städtischen Kunstsammlungen wurde aufgehoben. Ab November 1927 wurde das Historische Museum, das 1928 mit dem Stadtarchiv verbunden wurde, im damaligen Kunstgewerbemuseum am Friedrichplatz 3–7, dem heutigen Grabbeplatz, untergebracht. Bis zu diesem Zeitpunkt waren die Sammlungen der Stadt über ganz Düsseldorf verteilt. Bis 1930 entstanden die Abteilungen „Theatergeschichte“, „Düsseldorf als Garnisonsstadt“, „Düsseldorfer Karneval“, Düsseldorf und seine Schifffahrt, ein „Schützenzimmer“ und es wurde eine Möbelsammlung (ab 1927) aufgebaut. 1933 erhielt das Historische Museum den Namen Stadtmuseum.
Bei der Trennung von Stadtarchiv und -museum am 10. Oktober 1933 wurde Hans Brückner (1887–1970), schon seit 1922 Mitglied der DVFP und von 1923 bis 1925, dann wieder ab 1931 in der NSDAP, mit der Leitung des Stadtmuseums betraut. Ihm fiel damit die Aufgabe zu, dort eine „germanenkundliche Abteilung“ zu errichten, die Teil einer kompletten Umgestaltung des Hauses im nationalsozialistischen Sinne sein sollte. Von 1935 bis 1946 war Brückner Direktor des Stadtmuseums. Im Mai 1935 wurde die Abteilung „Germanenschau“ eröffnet, mit Wanderausstellung ab 1938. Am 5. Juli 1935 eröffnete Brückner mit Hilfe des damaligen Düsseldorfer Hafendirektors Heinrich Etterich eine Ausstellung der ältesten Sammlungen zur Geschichte der Rheinschifffahrt. Diese Sammlung wurde der Öffentlichkeit zunächst temporär 1936 während des Düsseldorfer Hafentags im Stadtmuseum, ab 1937 dauerhaft im „Grünen Gewölbe“ des Planetariums präsentiert. 1978 beschloss der Rat der Stadt Düsseldorf, das Schifffahrtsmuseum dauerhaft im Schlossturm unterzubringen.
Im Zweiten Weltkrieg wurde das Gebäude zerstört, der Kern der Sammlung blieb aber durch Auslagerungen erhalten. Von 1946 bis 1950 war Karl Steinebach Direktor des Stadtmuseums. Unter seiner Leitung zog das Museum 1948 in das Obergeschoss im Ehrenhof 2 (heute NRW-Forum). 1955 erfolgte der Umzug ins Schloss Jägerhof unter der Leitung von Gert Adriani, von 1950 bis 1958 Direktor des Stadtmuseums, ab 1954 auch Direktor des Kunstmuseums.
Ab 1958 übernahm Meta Patas, Direktorin des Kunstmuseums, die kommissarische Leitung. Im Jahr 1963 endete die Personalunion mit dem Kunstmuseum. Unter der Direktorin Meta Patas zog das Museum in das ehemalige Palais Spee (1. Bauabschnitt) um und wurde in Stadtgeschichtliches Museum umbenannt.
1977 wurde der Westflügel im Palais Spee (2. Bauabschnitt) erweitert. Direktor Wieland Koenig (1979–2002) forcierte den Aufbau der Sammlung zur Kunst im Widerstand und der Zeit des Nationalsozialismus. 1980 erfolgte die Rückumbenennung in Stadtmuseum.
Am 2. Juni 1991 wurde das Stadtmuseum nach Fertigstellung des Erweiterungsbaus von Niklaus Fritschi (3. Bauabschnitt) wieder eröffnet. Am 2. September 2003 übernahm Susanne Anna die Leitung des Hauses. Nach einer neunmonatigen Schließung wurde die Neukonzeption der Öffentlichkeit vorgestellt.

## Architektur

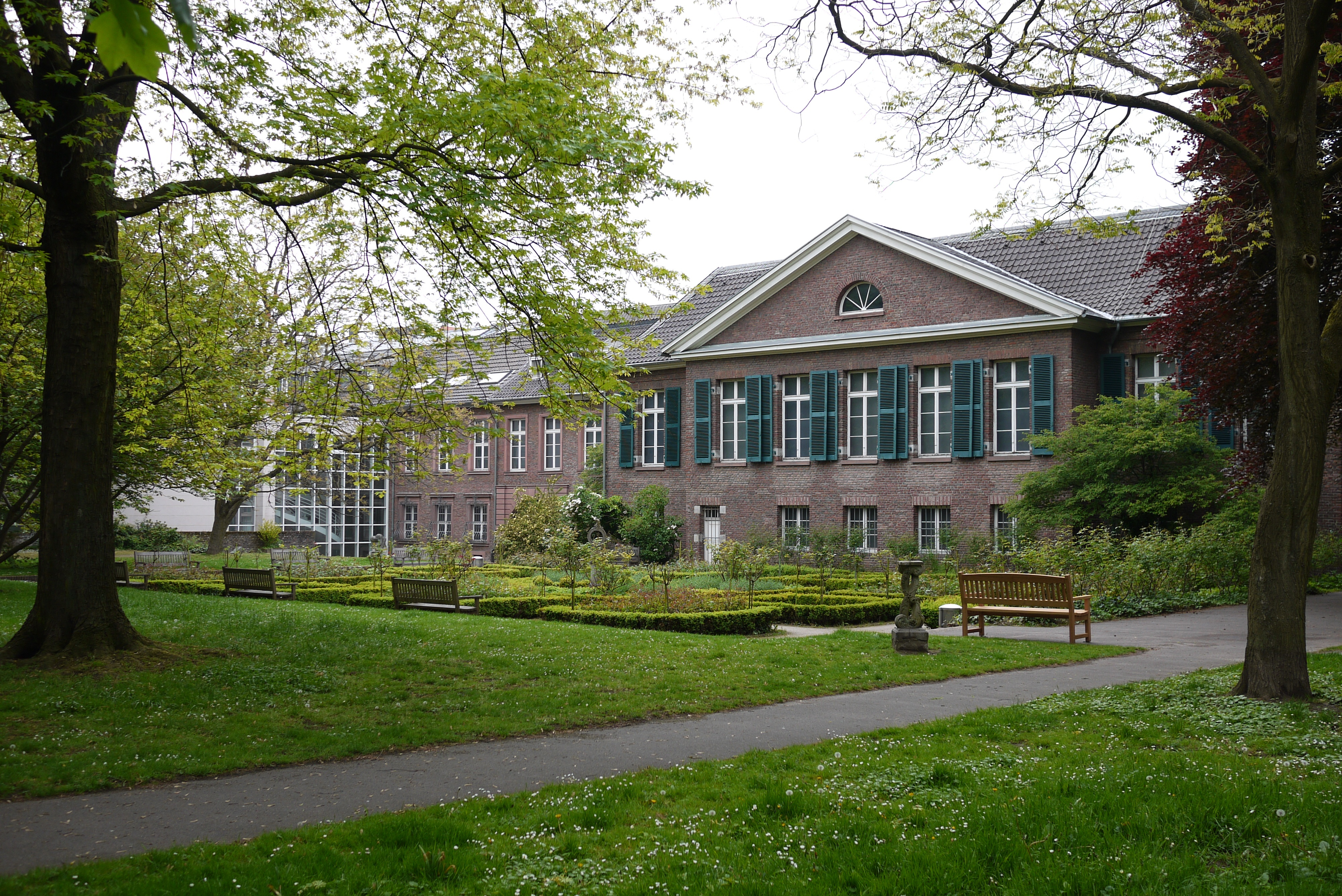
Spee’sches Palais von der Gartenseite aus gesehen

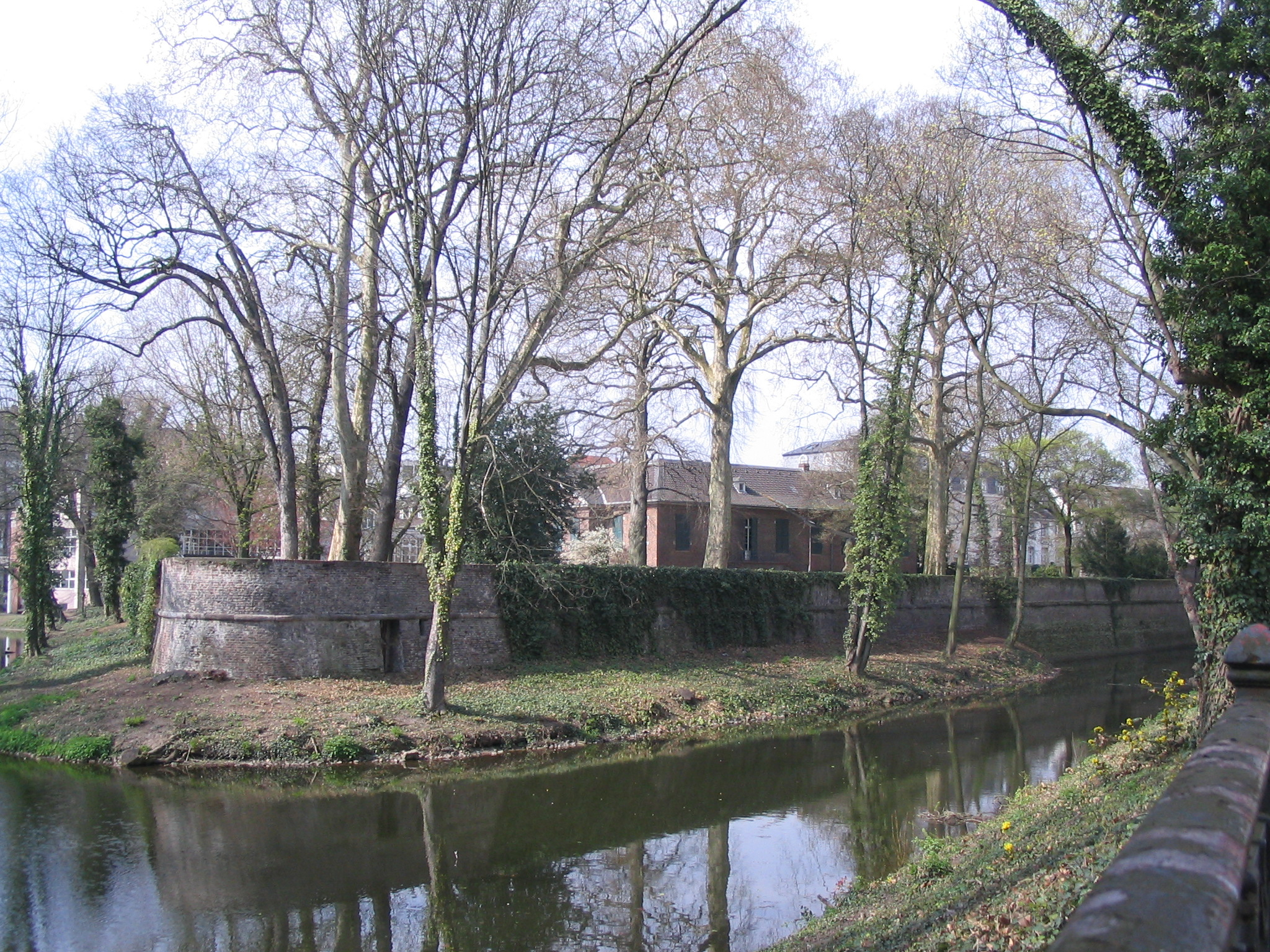
Spee’scher Graben mit erhaltener Bastion der Zitadelle

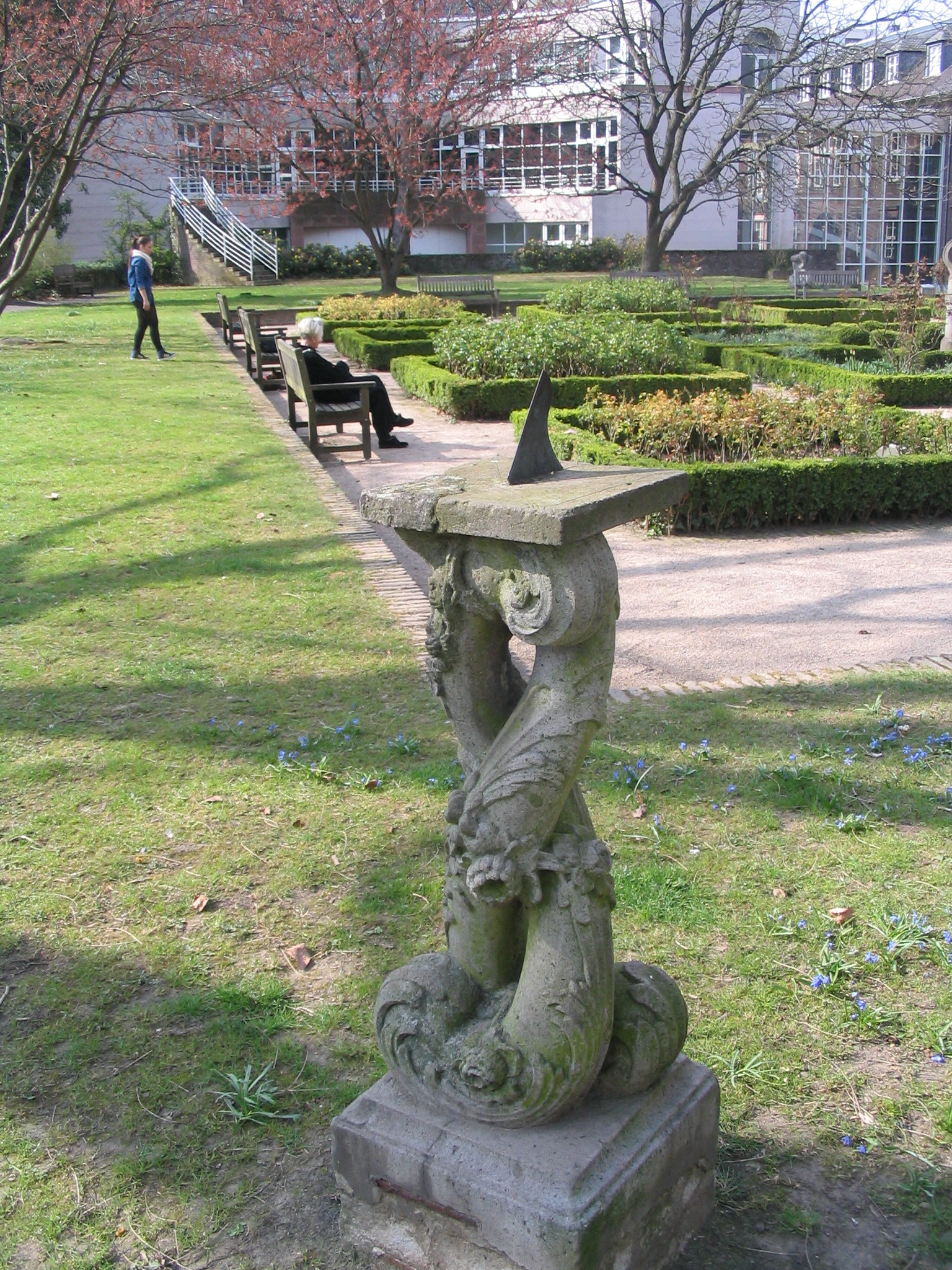
Der Spee’sche Park, im Hintergrund das Stadtmuseum

Am 2. Juni 1991 wurde der vom Architekten Niklaus Fritschi entworfene Erweiterungsbau des Stadtmuseums eröffnet. Der Neubau ist entsprechend dem Palais Spee auf den Park hinter dem Museum ausgerichtet. Der Park wurde vom Gartenarchitekten Maximilian Friedrich Weyhe auf Resten der Festung Düsseldorf angelegt. Die offene Architektur Fritschis wurde bei der Entwicklung der Neukonzeption 2003 weitergeführt. Die in der postmodernen Architektur des Erweiterungsbaus angelegte zusammenhängende Struktur diente als Grundlage für den Umbau des Erdgeschossbereichs im Erweiterungsbau des Stadtmuseums Düsseldorf zum „Stadttheoretischen Forum“. Die Veränderungen wurden nötig durch die gewandelten Anforderungen an Funktion und räumliche Repräsentation sowie eines sich veränderten Verständnisses von Museumsarchitektur und der Einbeziehung der Museumsnutzer.

## Sammlungen

### Sammlungen der Ur- und Frühgeschichte und Ältere Stadtgeschichte

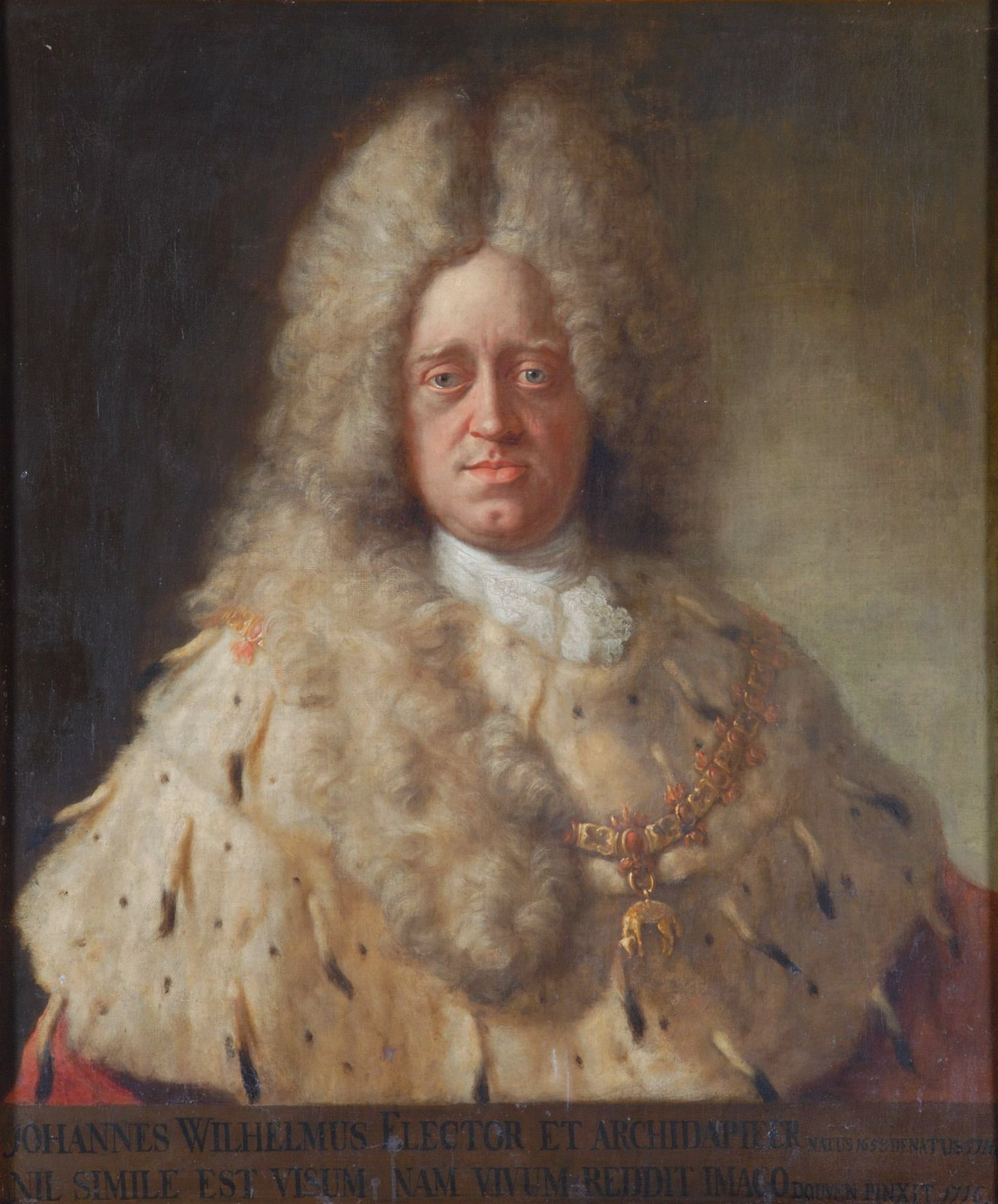
Bild des Kurfürsten Jan Wellem von Jan Frans van Douven 1716

Die Sammlung umfasst als zeitlichen Rahmen die Steinzeit bis zum späten 18. Jahrhundert. Schwerpunkte liegen in der landesgeschichtlich bedeutenden Epoche der Vereinigten Herzogtümer Jülich-Kleve-Berg (16. und 17. Jahrhundert) sowie in der Regierungszeit der Herzöge von Jülich-Berg aus dem Hause Pfalz-Neuburg (17. bis 18. Jahrhundert). Die Bestände umfassen unter anderem archäologische Fundstücke, Gemälde, Grafiken, Skulpturen, Objekte der angewandten Kunst sowie Archivalien.
Einen deutlichen Schwerpunkt der Sammlung bildet seit der Gründung des Historischen Museums die große Anzahl der Porträts. Besonders hervorzuheben sind die auf Eichenholz gemalten Bildnisse Herzog Wilhelms des Reichen (1591) (Inv.-Nr. B 4) und seines Sohnes Johann Wilhelm (1605) (Inv.-Nr. B 8) von Johan Malthain. Weitere bedeutende Herrscherporträts des Kurfürsten Johann Wilhelm von der Pfalz, oder kurz Jan Wellem, stammen von Jan Frans van Douven. Der von Johann Wilhelm besonders geschätzte Maler porträtierte diesen 1708 im Schmuckharnisch und von den Insignien der Macht umgeben (Inv.-Nr. B 820) sowie posthum den von Krankheit gezeichneten Fürsten (Inv.-Nr. B 174). Neben den Herrscherporträts finden sich Bildnisse berühmter Wissenschaftler in landesherrlichen Diensten, wie das des Gerhard Mercator (Inv.-Nr. B 140).
Außerdem besteht eine sehr umfangreiche Kupferstich-Sammlung. In der Sammlungspräsentation nehmen die Kupferstiche des Frans Hogenberg, die die Hochzeit des Herzogs Johann Wilhelm von Jülich-Kleve-Berg mit Jakobe von Baden 1585 illustrieren, eine herausragende Stellung ein. So bilden die teilweise handkolorierten Stiche nicht nur die Festabfolge des achttägigen Festes ab, sondern liefern mit den Ansichten der Düsseldorfer Rheinfront oder des Schlosses bedeutende topografische Bildquellen des 16. Jahrhunderts. (Inv.-Nr. D.V 1-D.V 32)
Stellvertretend für die Möbelsammlung ist der Kölner Schrank aus dem 16. Jahrhundert zu nennen. Der reich mit Intarsien versehene Eichenschrank (Inv.-Nr. M 50) gibt einen Eindruck von der gehobenen bürgerlichen Wohnkultur des 16. Jahrhunderts in Düsseldorf. Zwei Steinschlosspistolen des Hermann Bongard (Inv.-Nr. W 25 und W 26) oder auch das silberne Salzschälchen des Conrad Hadernach (Inv.-Nr. S 1005) demonstrieren exemplarisch die hohe Qualität Düsseldorfer Kunsthandwerks im Umfeld des kurfürstlichen Hofes um 1700.
Seit der Gründung des Stadtmuseums spielt die Archäologie eine besondere Rolle. Sammler wie Carl Guntrum und Constantin Koenen übergaben ihre Bestände an das Haus, im 20. Jahrhundert nahm Kurator Franz Rennefeld an Grabungen in Düsseldorf teil und bis heute können aktuelle Grabungsfunde als Dauerleihgaben des Instituts für Denkmalschutz ausgestellt werden. Das Spektrum umfasst so unterschiedliche Objekte wie eine Käseschüssel aus dem römischen Lager Moers-Asberg (Inv.-Nr. A 123) oder ein Urinalglas zur medizinischen Diagnose aus dem 16. Jahrhundert.
Obwohl in den Inventaren des Stadtmuseums vor allem Archivalien des 19. und des 20. Jahrhunderts verzeichnet sind, gibt es auch hochrangige Stücke aus der Zeit vor 1800. Besondere Beachtung verdient der 1498 datierte Brief des reisenden Ritters Arnold von Harff an seine Landesherrin Sybille von Jülich-Berg, dem Harff einen Pilgerring aus Jerusalem beilegte (Inv.-Nr. ).
Neben den beschriebenen Objekten sind mehrere Modelle beachtenswert, so sind Entwicklungsstadien des Düsseldorfer Schlosses vom 14. bis 18. Jahrhundert zu sehen.

### Sammlungen 19. Jahrhundert

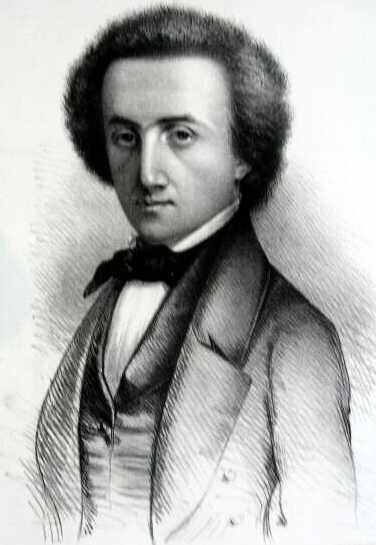
Ferdinand Lassalle

Anfang und Ende der Sammlung 19. Jahrhundert markieren die französische Besetzung der Stadt ab 1795 und die Industrie- und Gewerbe-Ausstellung für Rheinland, Westfalen und benachbarte Bezirke 1902. In dem „langen“ 19. Jahrhundert nahm Düsseldorf eine enorme Entwicklung, von einer kleinen randständigen Residenzstadt hin zu einer modernen Industriestadt. Die Bedeutung dieser Zeit spiegelt sich darin wider, dass die Abteilung den größten Bestand des Stadtmuseums an Objekten aller Art birgt, Kunstwerke, Gegenstände der angewandten Kunst und Alltagsobjekte. Zahlreiche Gegenstände dokumentieren die Zeit der französischen Herrschaft im Rheinlands. Dabei steht Napoleon Bonaparte im Fokus, mit Porträts, Andenken an seinen Besuch in Düsseldorf und mit gegen ihn gewandten Karikaturen. Auch der Wandel der Stadt von einer kleinen Residenz zu einer vom Militär dominierten Garnison in der Mitte des 19. Jahrhunderts, gefolgt von der rasanten Entwicklung zur Industriestadt, prägt die Sammlung: mit Bildern der Garnisonschefs aus preußischem Königshaus und von Industriemagnaten, Produkten „made in Düsseldorf“ und Erinnerungen an die großen Gewerbeausstellungen des 19. und frühen 20. Jahrhunderts, die als Vorläufer der Düsseldorfer Messe gelten können. Gemälde umfassen Andreas Achenbachs rheinischen Industrielandschaft und Emil Hüntens Niederrheinische Füsilierregiment Nr. 39.
Die sozialen Umbrüche der industriellen Revolution sind ebenfalls in der Sammlung sichtbar, nicht zuletzt durch Porträts so unterschiedlicher wie einflussreicher Persönlichkeiten wie Theodor Fliedner, Florence Nightingale, Sophie von Hatzfeldt und Ferdinand Lassalle. Das Museum besitzt außerdem einen großen Bestand an Karikaturen des Vormärz und der Revolution von 1848/49.
Seit den 1820er Jahren war Düsseldorf ein bedeutendes Kunstzentrum. Mit Christian Dietrich Grabbe, Carl Immermann und nicht zuletzt Heinrich Heine sind wichtige und sehr unterschiedliche Protagonisten der deutschen Literatur in der Sammlung vertreten. An die Komponisten Norbert Burgmüller, Felix Mendelssohn Bartholdy, Clara und Robert Schumann erinnern Porträts, Mobiliar und der letzte von Robert Schumann bespielte Flügel. Einen besonderen Schwerpunkt besitzt die Sammlung mit dem Bestand zur Düsseldorfer Malerschule, aus dem ein Gemäldefries mit dem menschlichen Lebenszyklus und den Jahreszeiten aus dem Haus des Akademierektors Wilhelm von Schadow herausragt.

### Sammlungen 20./21. Jahrhundert
Das Jahr 1902 mit der ersten international bedeutenden Düsseldorfer Ausstellung, der Industrie- und Gewerbeausstellung für Rheinland, Westfalen und benachbarte Bezirke, verbunden mit einer Deutsch-nationalen Kunstausstellung, markiert den Beginn der Sammlung 20./21. Jahrhundert, die bis in die Gegenwart reicht.
Sammlungsschwerpunkt der Zeit bis 1945 ist die Düsseldorfer Kunstszene während der Weimarer Republik und unter nationalsozialistischer Herrschaft, insbesondere die modernen Künstlergruppen der 1920/1930er Jahre Junges Rheinland, Rheingruppe und Rheinische Sezession. Die Arbeiten dieser Gruppen sind nicht allein kunsthistorisch relevant, sondern auch im Hinblick auf ihr Wechselspiel mit den politischen und sozialen Entwicklungen dieser Jahre als alternative „Stadtentwürfe“.
Diesen Künstlervereinigungen gehörten unter anderem Arthur Kaufmann, Adolf Uzarski, Karl Schwesig, Heinrich Nauen, Johann Baptist Hermann Hundt, Gert Wollheim, Otto Dix und Theo Champion an, deren Werke in der Sammlung vertreten sind. Kaufmanns Gemälde „Die Zeitgenossen“ (1925) auf dem die Protagonisten der Düsseldorfer Kunstszene zum Gruppenbild versammelt sind, ist eines der Schlüsselexponate der Sammlungen 20./21. Jahrhundert.
Ein Themenraum beschäftigt sich mit der Galeristin und Förderin des Jungen Rheinland Johanna Ey, der 2009 die Sonderausstellung Ich – Johanna Ey gewidmet gewesen ist. Ebenfalls eigene Räume gelten den von den Nationalsozialisten verfolgten und ermordeten Malern Julo Levin und Franz Monjau. Zur Sammlung Julo Levin gehören auch knapp 2000 Zeichnungen jüdischer Kinder aus der Zeit des Nationalsozialismus, die im Kunst- und Zeichenunterricht Levins in Düsseldorf und Berlin entstanden sind und von denen eine Auswahl ausgestellt ist.
1946 wurde Düsseldorf Hauptstadt des neu gegründeten Landes Nordrhein-Westfalen. Objekte wie Kleidung, Hausrat, Fotos, behördliche und private Dokumente, Pläne und Modelle zum Wiederaufbau der im Kriege schwer zerstörten Stadt, sowie künstlerische Auseinandersetzungen mit der nationalsozialistischen Gewaltherrschaft repräsentieren die Nachkriegszeit. Als Finanz- und Verwaltungszentrum, als Stadt der Künste, der Mode, der Messen und der Kommunikation gewann die Stadt in den 1950er und 1960er Jahren überregionale Bedeutung.
Von der Düsseldorfer Kunst jener Jahre besitzt die Sammlung einen Schwerpunkt in den 1956 in Düsseldorf gegründeten Jungen Realisten. Zu diesem Künstlerkreis gehörten u. a. Germán Becerra, Hans-Günther Cremers, Thomas Häfner, Hannelore Köhler, Wolfgang Lorenz und Willi Wirth. Das Blechtrommelbild von Germán Becerra und Franz Witte (1957/58), das ähnlich wie seinerzeit Die Zeitgenossen, maßgebliche Künstler der Düsseldorfer Szene porträtiert – darunter den Schriftsteller Günter Grass – konnte 2009 für die Sammlung erworben werden.
Ein Raum ist dem Thema Joseph Beuys und Düsseldorf gewidmet. Beuys’ Agieren in der Stadt, in der er von Beginn seines Studiums an der Kunstakademie (1974) bis zu seinem Tod (1986) lebte, wird mit Archivalien, Dokumenten, Zeitungen, Zeitschriften, Fotos und Schriften des Künstlers dokumentiert.

### Fotografische Sammlung
Zur Zeit der Gründung des Stadtmuseums war die Fotografie bereits selbstverständlicher Teil der Alltagskultur. Deshalb reichen die Anfänge der Fotografischen Sammlung bis in die Gründungszeit des Museums zurück. Jahrzehntelang wurden die Fotografien allerdings nicht als Spezialsammlung behandelt. Erst eine allgemeine Neubewertung des Mediums Fotografie seit den 1970er Jahren begründete die Bildung der Fotografischen Sammlung. Ihr Bestand umfasst etwa 30.000 Fotografien. Unter ihnen befinden sich Inkunabeln der Fotogeschichte: Daguerreotypien, Ambrotypien, Salzpapiernegative und -positive aus den 1840er und 1850er Jahren. Zwei Schwerpunkte bestimmen die Sammlung, Ansichten Düsseldorfs und Porträts. Entsprechend ihrer Zugehörigkeit zu einem Geschichtsmuseum beruht ihre Bedeutung in der Dokumentation der Architektur, des Stadtbildes und des kulturellen, politischen und alltäglichen Lebens in der Stadt. Auf lokaler Ebene wird die geschichtliche Entwicklung in Deutschland nachvollziehbar, die Großstadtwerdung in der Gründerzeit, die kulturelle Blüte während der Weimarer Republik und der Nationalsozialismus sind ebenso umfangreich dokumentiert wie die Kriegszerstörungen und der Wiederaufbau. Neben einer Vielzahl anonymer Werke enthält die Fotografische Sammlung Arbeiten unter anderem der Fotografenfamilie Söhn, Erwin Quedenfeldt, Ruth Lauterbach-Baehnisch, August Sander, Dirk Alvermann und Thomas Struth.

### Grafische Sammlung
Die Bestände der Grafischen Sammlung reichen vom 16. Jahrhundert bis in die Gegenwart. Sie umfassen die klassischen Themenbereiche eines Stadtmuseums: Landkarten, Stadtpläne, topografische Ansichten, Porträts und Ereignisse. Die Grafische Sammlung enthält zudem eine umfangreiche Scherenschnitt-Sammlung und Künstler-Grafik mit stadtgeschichtlichem Bezug, sowie stadt- und landesgeschichtliche Urkunden, Dokumente, Autographen oder auch Familiennachlässe. Einen eigenständigen Bestand stellen Zeichnungen, Aquarelle und Druckgrafiken des Archivs Lauterbach dar. Neben Werken Carl Lauterbachs selbst gehören diesem Arbeiten an, die er von Künstlerkollegen erhalten hat, z. B. die Radierung Kriegskrüppel von Otto Dix und eine Lithografie von Max Ernst.

## Konzeption
Das Stadtmuseum hat sich 2004 neu positioniert. Sein Gegenstand ist die Stadt als dynamisches soziales, kulturelles und räumliches Gefüge, das Gesellschaft konstituiert.
Das Stadtmuseum verwaltet, pflegt und zeigt seine Objekte nicht nur, sondern präsentiert, erforscht und vermittelt mit ihnen stadttheoretisch und stadtgeschichtlich relevante Prozesse. Es hält mit seiner Sammlung damit eine Grundlage für die Projektierung von Lebensräumen des urbanen Menschen bereit. Diese ist genauso fragmentarisch und unabgeschlossen wie die Stadtgeschichte selbst und bietet die Chance, in Dialog zu treten.
In der Sammlung sind deshalb an verschiedenen Stellen PC-Arbeitsplätze eingerichtet, an denen Informationen abgerufen, Fragen erarbeitet, Exponate und deren stadtgeschichtliche Zusammenhänge erforscht werden können.
Darüber hinaus sind in den verschiedenen Etagen Projekträume eingerichtet. Hier werden aktuelle Projekte der lokalen und globalen Stadtentwicklung, die sich aus historischen Gegebenheiten der Stadt, der Sammlungen oder Sonderausstellungen des Stadtmuseums ergeben, diskutiert. Die Museumszeitung unterrichtet den Besucher über die verschiedenen Projekte in den Projekträumen.
Ein Dokumentationsraum ist dem Thema Joseph Beuys und Düsseldorf gewidmet. Hier wird sein Wirken in Düsseldorf und an der Kunstakademie beleuchtet.

### DasfragendeMuseum
Das Stadtmuseum versteht sich als fragendes Museum. Es hat deshalb eine Kommentar-Ebene geschaffen, die den Besuchern ermöglicht, fachlich und unkonventionell zu kommunizieren. Die Besucher haben die Möglichkeit, über einen Kommunikationsbogen mit den Wissenschaftlern in Kontakt zu kommen. Regelmäßig werden die ausgefüllten Bögen bearbeitet.
Das fragende Museum pflegt einen aktiven Umgang mit dem Exponat und benötigt deshalb ein variables Display, das Interventionen zulässt: Die gerillte Oberfläche des Vitrinenbodens und das Stecksystem der Beschriftung wird zum Kontext- und Informationsträger mit der Option zur Ergänzung.
Der mobile Besucherservice, ein Team von museumspädagogischen Mitarbeitern, geht aktiv auf die Besucher zu und steht für Hinweise und fachliche Informationen zur Verfügung.

### Das Stadttheoretische Forum
In der Mitte des Museums befindet sich das Stadttheoretische Forum als Ort der Diskussion um das Thema „Stadt und ihre Menschen“. Das Forum umfasst, gestalterisch zu einer Einheit zusammengefasst, den Ibach-Saal, die beiden Foyers sowie die Terrassen hinter und vor dem Museum. Neben einer Leseecke wird ein fachspezifisches Angebot an internationaler stadtgeschichtlicher Literatur zum Verkauf angeboten. Das Forum mit dem Café und dem von Maximilian Friedrich Weyhe konzipierten Museumsgarten ist auch ein Treffpunkt für Vereine, Feste und Veranstaltungen.

### Das Stadtmuseum als Diskussionsplattform
Das Stadtmuseum versteht sich als eine Plattform, die Angebote an ihre Bürger offeriert. Die Exponate mit ihren Fragestellungen bergen Offerten und Möglichkeiten, sich einzubringen, mitzudiskutieren und mitzugestalten. Alle Altersgruppen sind eingeladen, das umfangreiche Veranstaltungsprogramm als Diskussionsplattform ihrer Vorstellungen und Interessen wahrzunehmen. Dies beginnt bei der Mitwirkung an der Erforschung und Präsentation der Sammlungen und endet bei der Konzeption und Organisation eigener Projekte und Ausstellungen. Vom Geburtstagszimmer, das Vereinen und Privatpersonen ermöglicht, ihre Arbeit und seine Ideen zu präsentieren, über die Young Generation Lounge bis zu den Keyworkern, bürgerschaftlich engagierten Akteuren und Vermittlern im nachberuflichen Leben: Es haben sich längst Gemeinschaften im und um das Museum herum ausgebildet, die das Haus als Plattform für ihr Engagement nutzen. Auch wird die wissenschaftliche Arbeit des Museums im Rahmen von Kooperationsprojekten mit Bürgern und durch das große computergespeicherte Bestandsarchiv transparent gemacht.